# 榎本雅夫
榎本 雅夫（えのもと まさお、1956年 - ）は、日本の建築家。千葉県生まれ。
1979年、日本大学理工学部建築学科を卒業後、榎本建築設計事務所入所。1998年から日本大学理工学部非常勤講師。千葉県立幕張総合高等学校で千葉市優秀建築賞、千葉県建築文化賞を、杏保育園で第6回市原市都市景観賞を受賞。その他代表作にとみうら元気倶楽部などがある。